# Dhar, Mauretanien
Dhar är en kommun i departementet Bassikounou i regionen Hodh Ech Chargui i Mauretanien. Kommunen hade 6 663 invånare år 2013.